# 彼得格勒站
彼得格勒站（羅馬化：Petrogradskaya）是聖彼得堡地鐵莫斯科－彼得格勒線的一個車站。彼得格勒站開通於1963年7月1日，站名來自於聖彼得堡的舊名。車站的深度達53米。2013年1月5日至2013年11月，該站曾關閉進行大修。

## 外部連結
- Petrogradskaya at metro-spb.nwd.ru （俄文）
- Petrogradskaya at ometro.net （俄文）
- Saint Petersburg. Petrograd. Leningrad: Encyclopedic reference book. Petrogradskaya （俄文）